# Kelland O'Brien
Kelland O'Brien (Melbourne, 22 maggio 1998) è un ciclista su strada e pistard australiano che gareggia per il Team Jayco AlUla. Specialista della pista, ha vinto un oro e un bronzo olimpico nell'inseguimento a squadre ed è stato per due volte campione del mondo di specialità, nel 2017 e 2019.

## Palmarès

### Pista
- 2015

Campionati del mondo, Inseguimento a squadre Junior (con Rohan Wight, Alex Rendell e James Robinson)
Campionati del mondo, Americana Junior (con Rohan Wight)
Campionati australiani, Omnium Junior
- 2016

Campionati australiani, Inseguimento a squadre Junior (con Godfrey Slattery, Riley Hart e Thomas McDonald)
Campionati australiani, Inseguimento individuale Junior
Campionati australiani, Corsa a punti Junior
Campionati australiani, Scratch Junior
Campionati australiani, Omnium Junior
Campionati oceaniani, Inseguimento a squadre (con Alexander Porter, Sam Welsford e Callum Scotson)
Campionati oceaniani, Americana (con Callum Scotson)
- 2017

Campionati del mondo, Inseguimento a squadre (con Cameron Meyer, Alexander Porter, Sam Welsford, Nick Yallouris e Rohan Wight)
Japan Track Cup #1, Americana (con Sam Welsford)
Japan Track Cup #2, Americana (con Sam Welsford)
Campionati oceaniani, Inseguimento a squadre (con Leigh Howard, Nicholas Yallouris e Jordan Kerby)
- 2018

Campionati australiani, Inseguimento a squadre (con Leigh Howard, Godfrey Slattery e Riley Hart)
Campionati australiani, Corsa a punti
Giochi del Commonwealth, Inseguimento a squadre (con Leigh Howard, Jordan Kerby, Alexander Porter e Sam Welsford)
Japan Track Cup, Americana (Tokyo, con Sam Welsford)
3ª prova Coppa del mondo 2018-2019, Inseguimento a squadre (Berlino, con Sam Welsford, Alexander Porter, Leigh Howard e Cameron Scott)
Campionati oceaniani, Corsa a punti
Campionati australiani, Americana (con Leigh Howard)
- 2019

Sei giorni di Melbourne (con Leigh Howard)
Campionati del mondo, Inseguimento a squadre (con Leigh Howard, Alexander Porter, Sam Welsford e Cameron Scott)
Campionati australiani, Scratch
Sei giorni di Brisbane (con Leigh Howard)
Campionati oceaniani, Americana (con Sam Welsford)
5ª prova Coppa del mondo 2019-2020, Inseguimento a squadre (Brisbane, con Sam Welsford, Alexander Porter, Leigh Howard e Luke Plapp)
Campionati australiani, Inseguimento a squadre (con Luke Plapp, Godfrey Slattery e Leigh Howard)
Campionati australiani, Americana (con Sam Welsford)
- 2022

Campionati australiani, Americana (con Graeme Frislie)
- 2023

Adelaide Track League, Omnium
New Zealand GP, Americana (con Thomas Sexton)
Campionati australiani, Americana (con Blake Agnoletto)
- 2024

Campionati oceaniani, Scratch
Giochi olimpici, Inseguimento a squadre (con Oliver Bleddyn, Sam Welsford e Conor Leahy)

### Strada
- 2019 (Pro Racing Sunshine Coast, una vittoria)

Classifica generale Tour of the Great South Coast

#### Altri successi
- 2023 (Team Jayco AlUla)

Campionati australiani, Criterium

## Piazzamenti

### Grandi Giri
- Vuelta a España

2022: ritirato (14ª tappa)

### Classiche monumento
- Giro delle Fiandre

2022: ritirato
2023: 72º
2024: ritirato
2025: 77º
- Parigi-Roubaix

2023: ritirato
2024: 110º

### Competizioni mondiali
- Campionati del mondo su pista

Astana 2015 - Inseguimento a squadre Junior: vincitore
Astana 2015 - Inseguimento individuale Junior: 3º
Astana 2015 - Americana Junior: vincitore
Aigle 2016 - Inseguimento a squadre Junior: 6º
Aigle 2016 - Omnium Junior: 5º
Aigle 2016 - Americana Junior: 3º
Hong Kong 2017 - Inseguimento a squadre: vincitore
Hong Kong 2017 - Inseguimento individuale: 3º
Pruszków 2019 - Inseguimento a squadre: vincitore
Pruszków 2019 - Corsa a punti: 7º
Roubaix 2021 - Omnium: 13º
Roubaix 2021 - Americana: 8º
St. Quentin-en-Yv. 2022 - Inseg. a squadre: 4º
St. Quentin-en-Yv. 2022 - Omnium: 13º
St. Quentin-en-Yv. 2022 - Americana: 10º
Glasgow 2023 - Inseg. a squadre: 4º
Glasgow 2023 - Omnium: 15º
Ballerup 2024 - Scratch: 8º
Ballerup 2024 - Americana: 12º
- Giochi olimpici

Tokyo 2020 - Inseguimento a squadre: 3º
Tokyo 2020 - Americana: ritirato
Parigi 2024 - Americana: 12º
Parigi 2024 - Inseguimento a squadre: vincitore